# Le Juif errant

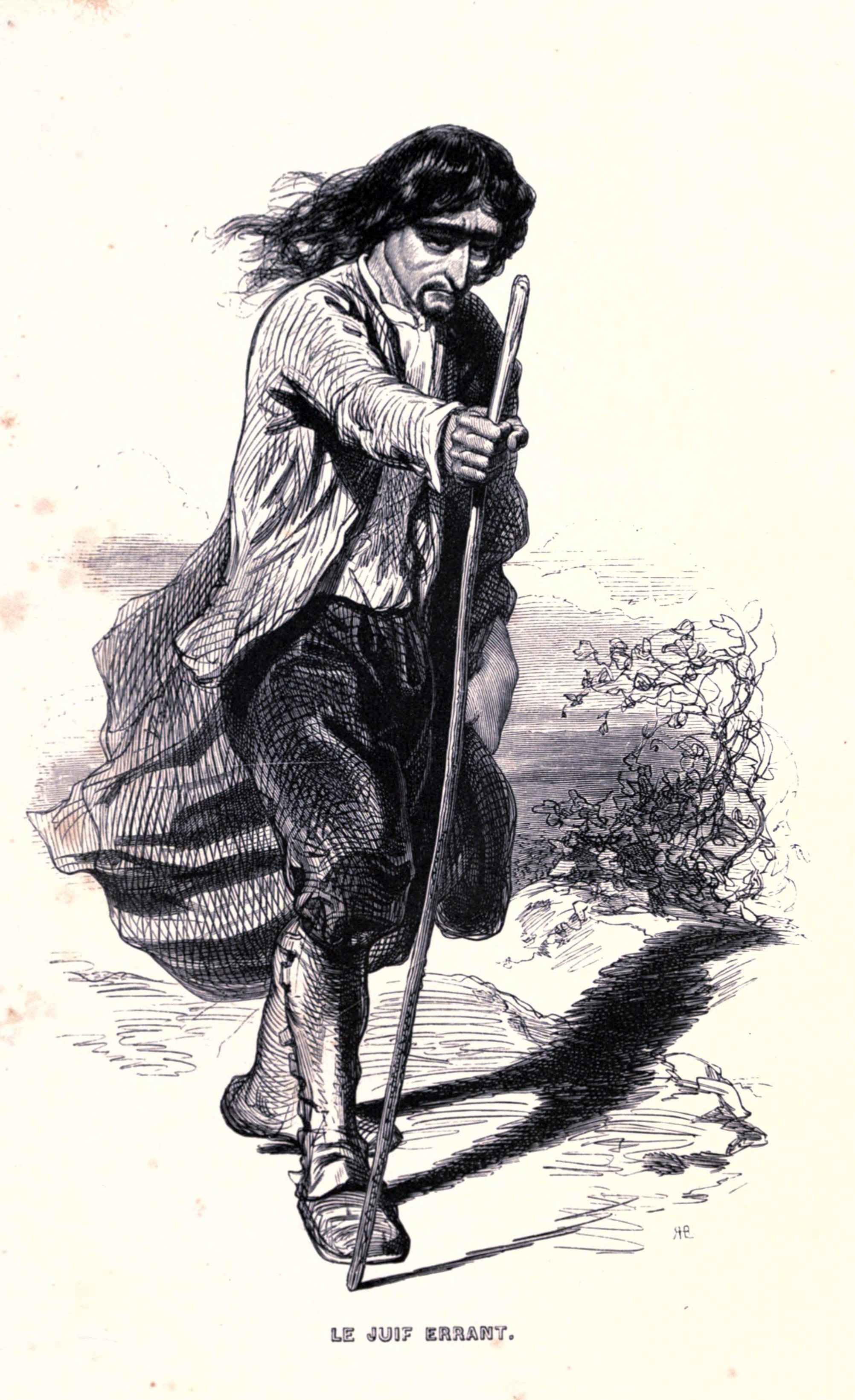
Le Juif errant

Le Juif errant ou O judeu errante é um romance escrito por Eugène Sue que explora o tema do judeu errante, uma lenda que começou a se espalhar na Europa, no início do século XVII, contando o drama de um sapateiro judeu, Ahasverus, que recusou ajudar Cristo no momento da Paixão e por tal foi condenado à errância eterna. Foi escrito entre 1844 e 1845.